# Церковь Святого Иоанна (Регенсбург)
Церковь Святого Иоанна (нем. Die Stiftskirche St. Johann) — коллегиальная церковь в Регенсбурге, посвящена Иоанну Крестителю (рождество — 24 июня) и Иоанну Евангелисту (память 27 декабря).
История церкви ведёт начало со дня основания в 1127 году регенсбургским епископом Конрадом I монастыря августинцев, позже, в 1290 году преобразованного в коллегиальный монастырь. Он не расформирован ни в ходе секуляризации в 1803 году, ни при передаче Регенсбурга Баварии в 1810 году, а действует до настоящего времени. Сегодня это один из четырёх сохранившихся коллегиальных монастырей в Баварии.
Коллегиальная церковь Святого Иоанна расположена рядом с Регенсбургским собором и Епископским дворцом на Соборной площади. При расширении собора первое здание церкви было снесено, а в 1380-е гг рядом возведено новое в готическом стиле. В 1760-е гг в ходе реконструкции церкви стали преобладать элементы барокко. После пожара 1887 года церковь была перестроена с некоторыми изменениями в стиле необарокко. На западнрм фасаде церкви установлена статуя Иоанна Крестителя. Над южными вратами расположен герб коллегиального монастыря Святого Иоанна.
В Фульдских анналах указано, что в районе церкви в 845 году совершили крещение 14 богемских князей. Точное место крестильного сооружения не определено, но на стене храма висит доска, повествующая об этом событии.

## Галерея

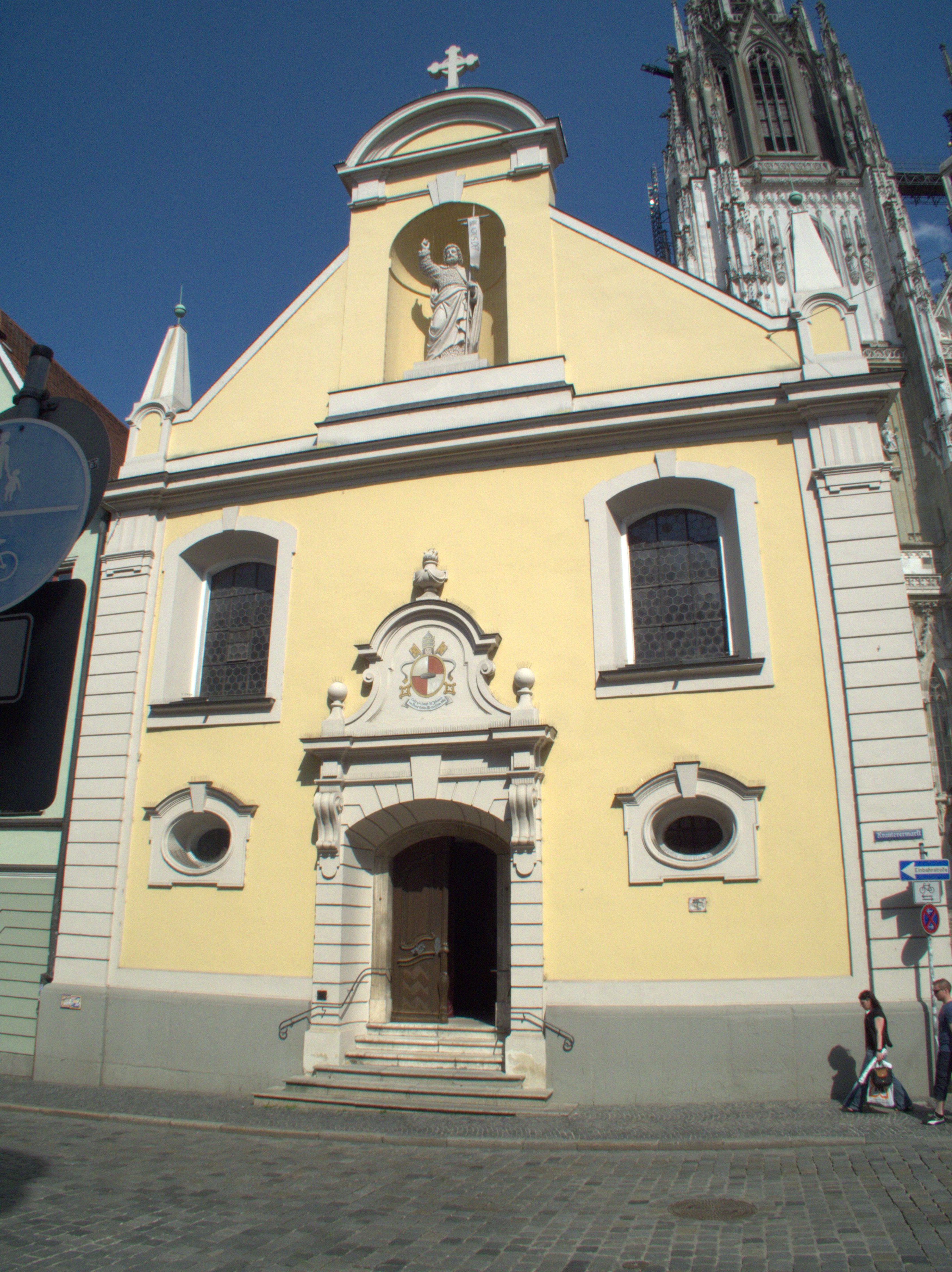
Западный фасад церкви
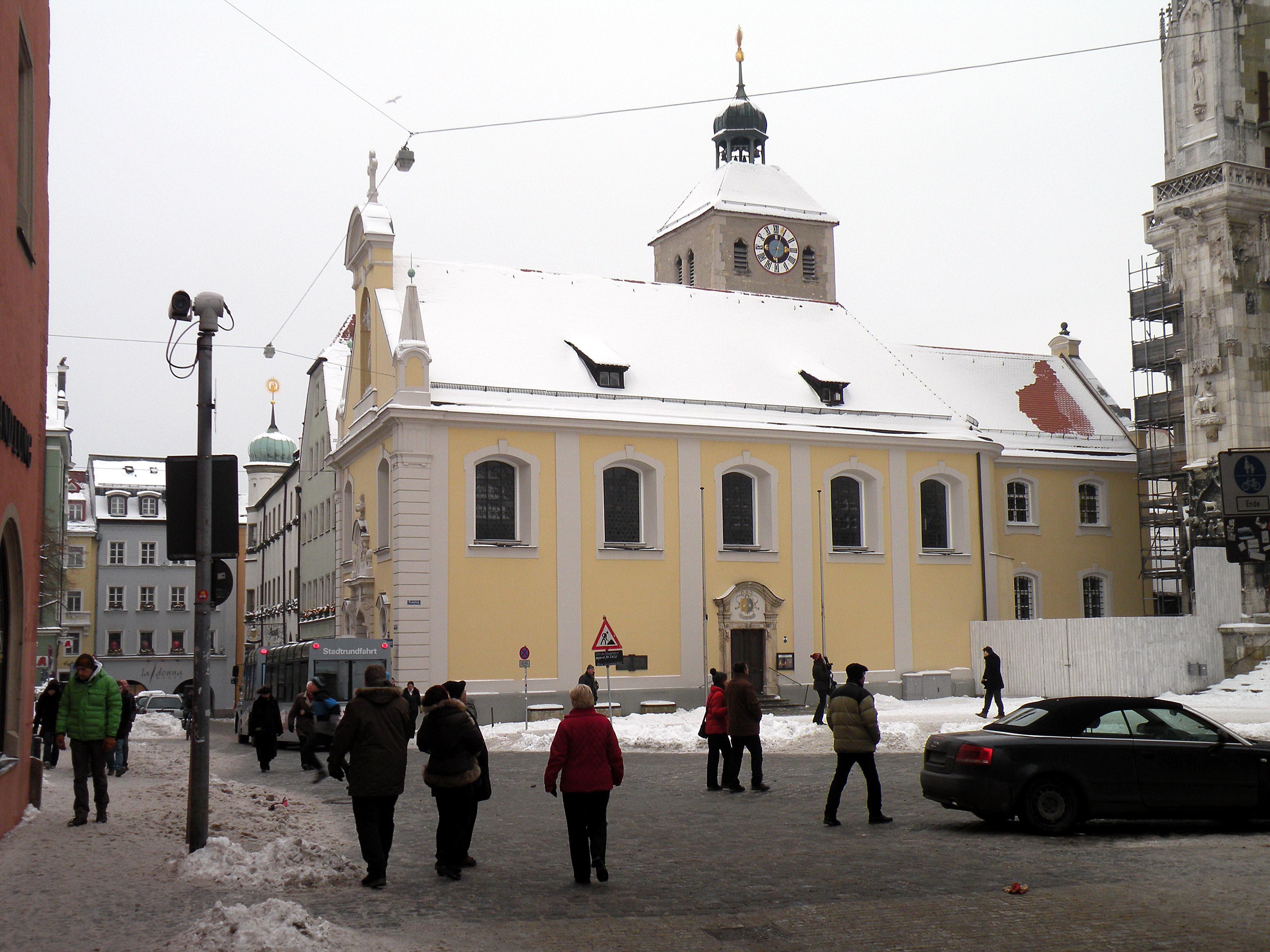
Церковь зимой
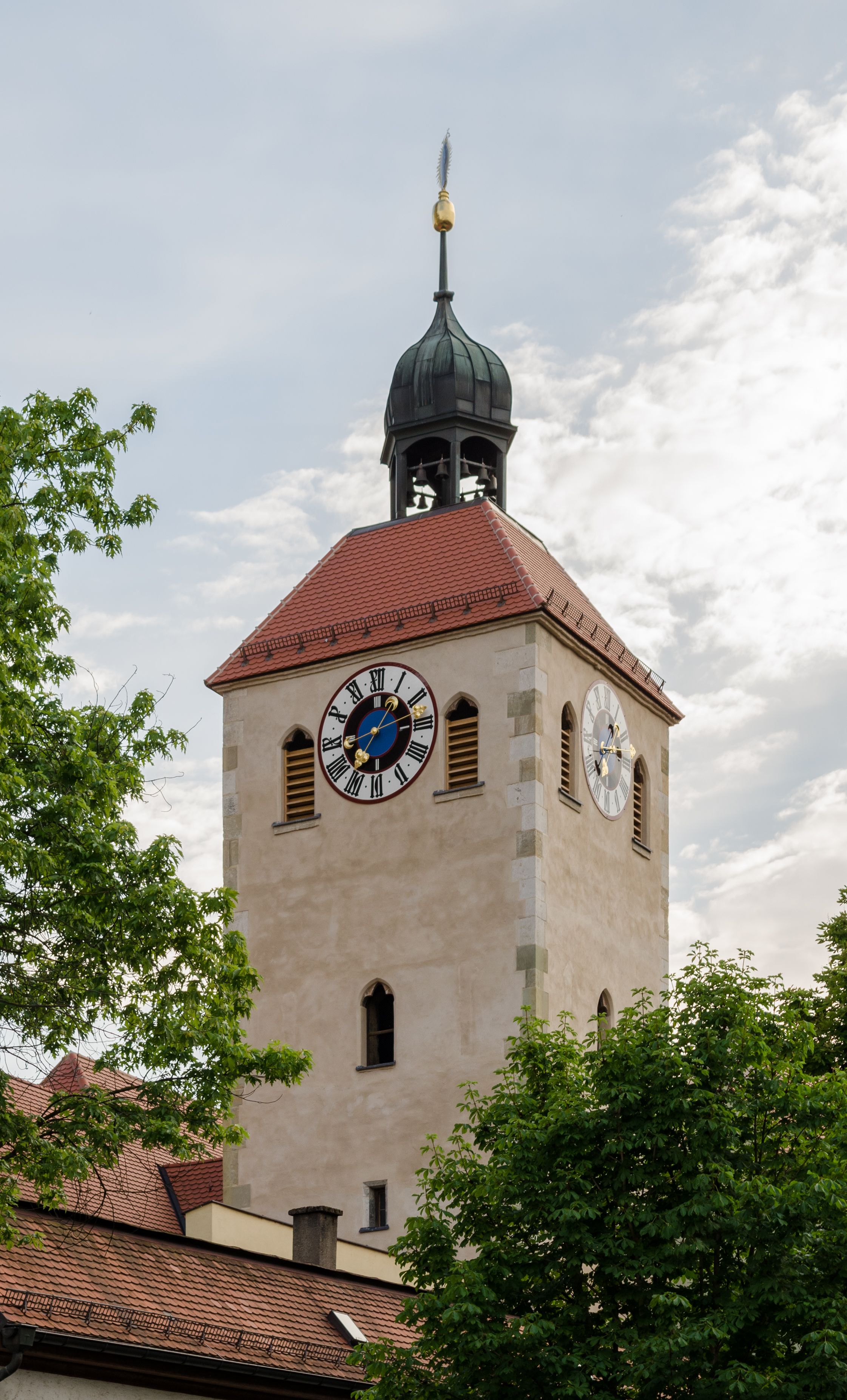
Башня-колокольня с часами
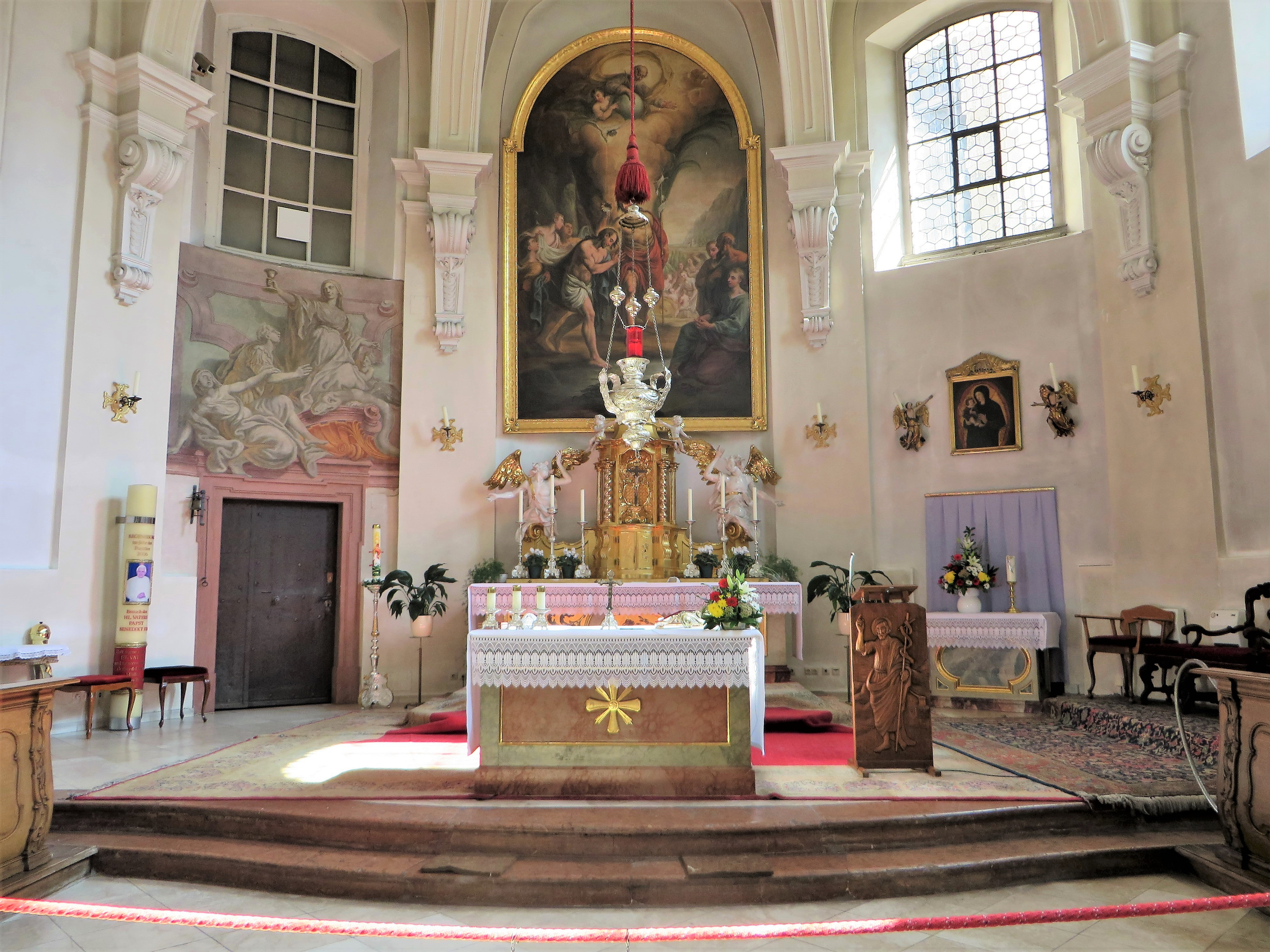
Интерьер церкви